# Kłym Czuriumow
Kłym Iwanowycz Czuriumow (ukr. Клим Іванович Чурюмов; ur. 19 lutego 1937 w Mikołajowie, Ukraińska SRR (obszar byłego ZSRR), zm. 14 października 2016 w Charkowie, Ukraina) – radziecki i ukraiński astronom, jeden z odkrywców komety 67P/Czuriumow-Gierasimienko, która została wybrana jako cel dla sondy kosmicznej Rosetta.

## Biografia
Urodził się jako czwarte dziecko Iwana Iwanowycza Czuriumowa i Antoniny Mychajliwny Czuriumowej. Jego ojciec został uznany za poległego w czasie II wojny światowej w 1942. W 1949 jego rodzina przeprowadziła się z Mikołajowa do Kijowa. Szkołę średnią ukończył w 1955, otrzymując zgodę na kontynuację nauki w szkole wyższej. Dostał się na Wydział Fizyki Uniwersytetu Kijowskiego. Na trzecim roku studiów, zamiast na fizykę teoretyczną, trafił na specjalizację z optyki. Pomimo braku zgody nadal uczęszczał jednak na fakultet z fizyki teoretycznej, za co został ukarany przesunięciem na fakultet z astronomii.
Po skończeniu studiów w 1960, został skierowany do Polarnej Stacji Geofizycznej w Zatoce Tiksi w Republice Jakuckiej. Tam badał zjawisko zorzy polarnej, prądów tellurycznych i jonosferę.
W 1962 powrócił do Kijowa i rozpoczął pracę w zakładach zbrojeniowych, gdzie uczestniczył m.in. w rozwoju przyrządów optycznych na potrzeby wojska i programów kosmicznych.
Po skończeniu podyplomowych studiów o specjalizacji astrofizyka, pod nadzorem profesora Siergieja Wszechswiackiego rozpoczął pracę na Wydziale Astronomii Uniwersytetu Kijowskiego. Obserwował komety zarówno w obserwatorium uniwersyteckim w Lisnikach, jak i w czasie licznych wypraw na Kaukaz oraz na Syberię, Czukotkę i Kamczatkę.
W 1969 roku Kłym Czuriumow wraz ze Swietłaną Gierasimienko, badając komety okresowe w obserwatorium w Ałmaty, odkryli kometę 67P/Czuriumow-Gierasimienko. Odkrycie było wynikiem badania fotografii innej komety (32P/Comas Solá), która – jak się po późniejszej analizie okazało – znajdowała się blisko 2 stopnie od tego obiektu. W 1986 roku Czuriumow współodkrył także kometę jednopojawieniową C/1986 N1 (Churyumov-Solodovnikov).
W 1972 obronił swój pierwszy stopień naukowy dysertacją Badania komet Ikeyya-Seki (N/1967n), Honda (С/1968), Tago-Sato-Kosaka (C/1969 T1) i nowej komety okresowej 67P/Czuriumow-Gerasimienko na podstawie analizy zdjęć.
W 1993 obronił doktorat rozprawą Fizyczne procesy ewolucji komet w Instytucie Badań Kosmicznych Rosyjskiej Akademii Nauk w Moskwie.
W 1998 Uniwersytet Kijowski nadał mu tytuł profesora.
Kłym Czuriumow był także członkiem Międzynarodowej Unii Astronomicznej, Narodowej Akademii Nauk Ukrainy, Nowojorskiej Akademii Nauk i dyrektorem Planetarium w Kijowie.
Czuriumow zmarł kilkanaście dni po zakończeniu misji Rosetta w nocy 13–14 października 2016 w szpitalu w Charkowie.

## Nagrody i wyróżnienia
W 2003 otrzymał Order Za Zasługi III stopnia, a w 2009 – II stopnia.
Na jego cześć nazwano planetoidę (2627) Churyumov, natomiast członków jego rodziny upamiętniają nazwy planetoid (3942) Churivannia i (6646) Churanta.